# Rushoon
Rushoon är en stad på Burinhalvön nordost om Marystown i provinsen Newfoundland och Labrador i Kanada. Det fanns 478 invånare vid folkräkningen 2011.

## Etymologi
Namnets ursprung är inte längre känt. Det går möjligen att spåra till franskan eller till Kanalöarna. Pastor Micheal Howley har föreslagit att det kommer från ruisseau i betydelsen bäck eller ström.

## Demografi
Den kanadensiska folkräkningen 2011 innehåller följande uppgifter om Rushoon:
- Befolkning 2011 – 288
- Befolkning 2006 – 319
- Befolkning 2001 – 359[4]
- Förändring 2006 – 2011 -9,7 procent
- Förändring 2001 – 2006 -11,1 procent
- Befolkningstäthet: 46,8
- Yta 6,15 km2